# Chaklāsi
Chaklāsi är en ort i Indien.   Den ligger i distriktet Kheda och delstaten Gujarat, i den västra delen av landet, 800 km sydväst om huvudstaden New Delhi. Chaklāsi ligger 43 meter över havet och antalet invånare är 38 435.
Terrängen runt Chaklāsi är mycket platt. Runt Chaklāsi är det mycket tätbefolkat, med 1 411 invånare per kvadratkilometer. Närmaste större samhälle är Nadiād, 9,7 km nordväst om Chaklāsi. Trakten runt Chaklāsi består till största delen av jordbruksmark.